# Derneburg
Derneburg – miejscowość w gminie Holle w Dolnej Saksonii. Klasztor przebudowany w XIX w. na zamek. Założone przez zakonników stawy są objęte ochroną jako "Mittleres Innerstetal mit Kahnstein". Twórczość architekta Lavesa prezentuje ścieżka "Laves-Pfad".